# Hugo Weidenhaupt
Hugo Weidenhaupt (* 15. Juni 1923 in Düsseldorf; † 8. März 2007 ebenda) war ein deutscher Historiker, Archivar und Pädagoge. Er veröffentlichte insgesamt 174 Schriften, überwiegend zur Geschichte des Düsseldorfer Raumes. Sein Hauptwerk ist Die Kleine Geschichte der Stadt Düsseldorf. Weidenhaupt gilt als „der Geschichtsschreiber“ der nordrhein-westfälischen Landeshauptstadt.

## Leben
Hugo Weidenhaupt wurde 1923 in Düsseldorf in eine alteingesessene Familie geboren. Der Vater war leitender städtischer Beamter und der Onkel, Mitbegründer des Heimatvereins Düsseldorfer Jonges, betrieb eine Bäckerei in Heinrich Heines Geburtshaus auf der Bolkerstraße. Weidenhaupt wuchs in Düsseldorf auf. Als Kriegsteilnehmer geriet er in Gefangenschaft. Nach dem Krieg begann er mit dem Studium der Altphilologie und Geschichte an der Universität Bonn, das er 1954 mit dem Staatsexamen für das höhere Lehramt und einer Promotion über das Stift Gerresheim beendete.
Weidenhaupt wurde Lehrer, zunächst am Comenius Gymnasium in Düsseldorf-Oberkassel, dann am Jungen-Gymnasium in Düsseldorf-Gerresheim. 1957 wurde Weidenhaupt die Leitung des Düsseldorfer Stadtarchivs angeboten, wo er als Nachfolger von Paul Kauhausen über 30 Jahre tätig war. 1988 trat er in den Ruhestand. Weidenhaupt war Mitglied in zahlreichen heimatverbundenen Vereinen, zum Teil in Führungspositionen, darunter Vorstandsmitglied des Düsseldorfer Geschichtsvereins und bis 1995 im erweiterten Vorstand der Düsseldorfer Jonges. Am 8. März 2007 verstarb Hugo Weidenhaupt nach längerer Krankheit in seiner Wohnung in Düsseldorf-Oberkassel.

## Werk
Bereits in den 1950er Jahren wurde Weidenhaupt vom Schuldienst freigestellt, um im Auftrag der Stadt Düsseldorf zum 700-jährigen Stadtjubiläum 1988 eine „Große Stadtgeschichte“ vorzubereiten. Als erster Schritt erschien 1962 die Kleine Geschichte der Stadt Düsseldorf, ein 280 Seiten starker Band, der 1993 in 10. Auflage gedruckt wurde und bis heute ein wissenschaftliches Standardwerk der Stadtgeschichte ist. Mehrere Beiträge zur Festschrift zum 1100-jährigen Bestehen Gerresheims stammen von Weidenhaupt, der zugleich Herausgeber war. 1988 und 1989 erschien dann die vierbändige Große Stadtgeschichte. Weidenhaupt selbst hat, neben der redaktionellen Arbeit als Herausgeber, einen umfangreichen eigenen Beitrag über die Zeit von 1806 bis 1856 geleistet. Auch nach seiner Pensionierung publizierte Weidenhaupt weiterhin. Sein letztes größeres Werk war 2004 ein Buch zur Pfarrgeschichte von Ratingen-Homberg.

## Ehrungen
1984 ernannte die nordrhein-westfälische Landesregierung Weidenhaupt zum Professor. 1997 erhielt er den Rheinlandtaler des Landschaftsverbandes Rheinland.